# Ria Eimers
Ria Eimers (Wageningen, 28 februari 1952) is een Nederlandse actrice. Ze studeerde aan de Toneelschool Arnhem.

## Biografie
Eimers deed in 1979 eindexamen aan de Toneelschool in Arnhem, speelde sindsdien bij een vijftal theatergezelschappen, regisseerde bij Spektakel en verleende voor de radio haar medewerking aan documentaires van de VPRO. Zij speelt voornamelijk in het theater, maar ook in televisieseries en films. In 2011 werd zij genomineerd voor de Theo d'Or vanwege haar rol in Augustus: Oklahoma. Van 2012 tot 2018 was Eimers te zien als hoofdinspecteur Frieda Mechels in de politieserie Flikken Maastricht. In 2006 speelde zij de rol van koningin Wilhelmina in de televisieserie Juliana. Ook speelde zij verschillende gastrollen waaronder een kleine rol in de serie Gooische Vrouwen, als een lesbische vriendin van Willemijn. Tevens is zij docent op de ArtEZ Toneelschool. Robert Alberdingk Thijm schreef speciaal voor Ria Eimers en Olga Zuiderhoek het toneelstuk Motregenvariaties.

## Filmografie

### Film
- 2019 - Hiernamaals - Joke
- 2013 - Borgman - Vrouw in villa
- 2012 - Brammetje Baas - Directrice
- 2008 - Dag in dag uit - Vrouw café
- 2006 - Olivier etc. - Moeder
- 2006 - De uitverkorene - Geerte van der Laan
- 2002 - Loenatik: de moevie - Hellemans (directrice gekkenhuis)

### Televisie
- 2019 - Hiernamaals - Joke
- 2017 - De mannentester : Afl. 'De Nooijer' - Jannie
- 2014 - Aaf: Afl. 'Kerst' - Moeder van Ton
- 2013 - Doris: Afl. 'Peter R. de Vries' - Rita Nelen
- 2013 - Danni Lowinski: Afl. 'De zwarte heks' - Madeleine Zwartenbroek
- 2012 - 2018 - Flikken Maastricht  - Frieda Mechels (hoofdinspecteur)
- 2011 - Mixed Up: Afl. 'Imago versus inhoud' - Ina van der Plas
- 2011 - Levenslied - Godeke
- 2010 - De co-assistent: Afl. '4.10' - Ria Gortzak
- 2009 - Juliana, koningin van Oranje Seizoen 2  - Koningin Wilhelmina
- 2007 - Gooische Vrouwen: Afl. '3.6' - Harriët van Veen
- 2006 - Juliana, prinses van Oranje Seizoen 1 - Koningin Wilhelmina
- 2006 - Spangen - afl. 44 "Overlast" - buurvrouw
- 2006 - De Afdeling: Afl. 'Moeders Mooiste' - Moeder Kevin
- 2006 - Keyzer & de Boer Advocaten: Afl. 'Kinderen van de rekening' - Josje van Vleut
- 2002 - Luifel & Luifel: Afl. 'Het Lega Huis' - ...
- 1995 - Pleidooi: Afl. '3.5' - Gerda Lentema
- 1993 - Verhalen van de straat: Afl. 'Madame Dupont' - Directrice tehuis

## Theater
- 2014 - Annie M.G. op Soestdijk - Het toneel speelt
- 2014 - Motregenvariaties - Bellevue Lunchtheater
- 2013 - De tijd voorbij - DeLaMar Producties
- 2013 - De ideale vrouw - DeLaMar Producties
- 2013 - Motregenvariaties - Bellevue Lunchtheater
- 2012 - Wie is er bang voor Virginia Woolf? - Onafhankelijk Toneel
- 2012 - Zeezicht - Onafhankelijk Toneel / Opera O.T.
- 2011 - Augustus: Oklahoma - De Utrechtse Spelen
- 2011 - De geit of wie is Sylvia? - Onafhankelijk Toneel
- 2011 - Will - Onafhankelijk Toneel / Opera O.T.
- 2010 - Tenzij je geluk hebt - Onafhankelijk Toneel / Opera O.T.
- 2009 - Szymborska! - Theaterzaken Via Rudolphi
- 2009 - De geit of wie is Sylvia? - Onafhankelijk Toneel
- 2008 - Leven met een onbekende - Onafhankelijk Toneel / Opera O.T.
- 2007 - Storm*gek - Huis aan de Amstel
- 2006 - Breekbaar - Het Zuidelijk Toneel
- 2004 - Omstanders - Stichting Toneelschuur Producties
- 2003 - Kwelling - Impresariaat Wallis BV
- 2003 - Danton - Maatschappij Discordia
- 2002 - De zindering - Stichting De Omweg
- 2002 - Ivanov - Onafhankelijk Toneel
- 2001 - De Trojaansen - Onafhankelijk Toneel
- 2001 - De meid - Impresariaat Gislebert Thierens b.v.
- 2000 - Spes Bona - Stichting Toneelschuur Producties
- 2000 - Het weer - Theatergroep Carver
- 1999 - De woudduivel - Onafhankelijk Toneel
- 1998 - De vergissing - Theatergroep Carrousel
- 1998 - In de greep van het kwaad - Theatergroep Carrousel
- 1998 - Vrouwen van Ibsen - Onafhankelijk Toneel
- 1996 - Some of My Best Friends - Maatschappij Discordia
- 1995 - Ad memoriam revocare - Maatschappij Discordia
- 1995 - Der Theatermacher - Maatschappij Discordia
- 1995 - Heldenplatz - Maatschappij Discordia
- 1995 - Dodendans - Maatschappij Discordia
- 1994 - Ein Fest für Boris - Maatschappij Discordia
- 1994 - Ware liefde - Theatergroep Carver
- 1994 - De dresser - Onafhankelijk Toneel
- 1992 - Trilogie van het weerzien - Studio's Onafhankelijk Toneel
- 1992 - Die Stunde da wir nichts voneinander wussten - Maatschappij Discordia
- 1992 - Happy Endings - Studio's Onafhankelijk Toneel
- 1991 - Stuk zonder titel - Studio's Onafhankelijk Toneel
- 1991 - De president - Lantaren / Venster Producties
- 1991 - Geluk - Studio's Onafhankelijk Toneel
- 1990 - Sumbo N.V. - Toneelgroep Amsterdam
- 1989 - Comptons en Burnetts - Bonheur Theaterbedrijf Rotterdam
- 1989 - Leven van een lady - Theater van het Oosten
- 1988 - Kom en gaan - Stichting Zinnober
- 1988 - Hotel Bonheur - Bonheur Theaterbedrijf Rotterdam
- 1987 - Winter Hill - Bonheur Theaterbedrijf Rotterdam
- 1987 - Interieur - Bonheur Theaterbedrijf Rotterdam
- 1986 - Deuce - Stichting Toneelschuur Producties
- 1985 - Driekoningenavond - Toneelgroep Theater
- 1985 - Hesper - Theaterwerkplaats InDependance
- 1985 - Grieks - Toneelgroep Theater
- 1984 - Molière of het verbond van de schijnheiligen - Toneelgroep Theater
- 1984 - Don Gil met de groene broek - Theater aan de Rijn
- 1983 - De vliegen - RO Theater
- 1983 - Onder ogen van het westen - RO Theater
- 1983 - Proper Operation - RO Theater
- 1982 - Het huis aan de Amstel - Theatergroep Nijinsky
- 1981 - Op hoop van zegen - Het Open Theater
- 1980 - Ik weet niet wat ik heb - Bloemgroep
- 1980 - Een stukje van de wereld - Bloemgroep

## Prijzen en nominaties
Eimers won in 2001 de Theo d'Or voor haar rol als Hekabe in de De Trojaansen. In 2011 werd ze voor dezelfde prijs genomineerd voor haar rol in Augustus: Oklahoma van De Utrechtse Spelen. Volgens de jury: "Ria Eimers is in deze magistrale rol vier uur lang temend, verleidend, schmierend en bovenal overtuigend heer en meester op het podium. Zij gebruikt schaamteloos en zonder enige gêne alle middelen die haar ten dienste staan, waarbij haar geloofwaardigheid zich steeds verder ontwikkelt."